# Antonio de la Gandara

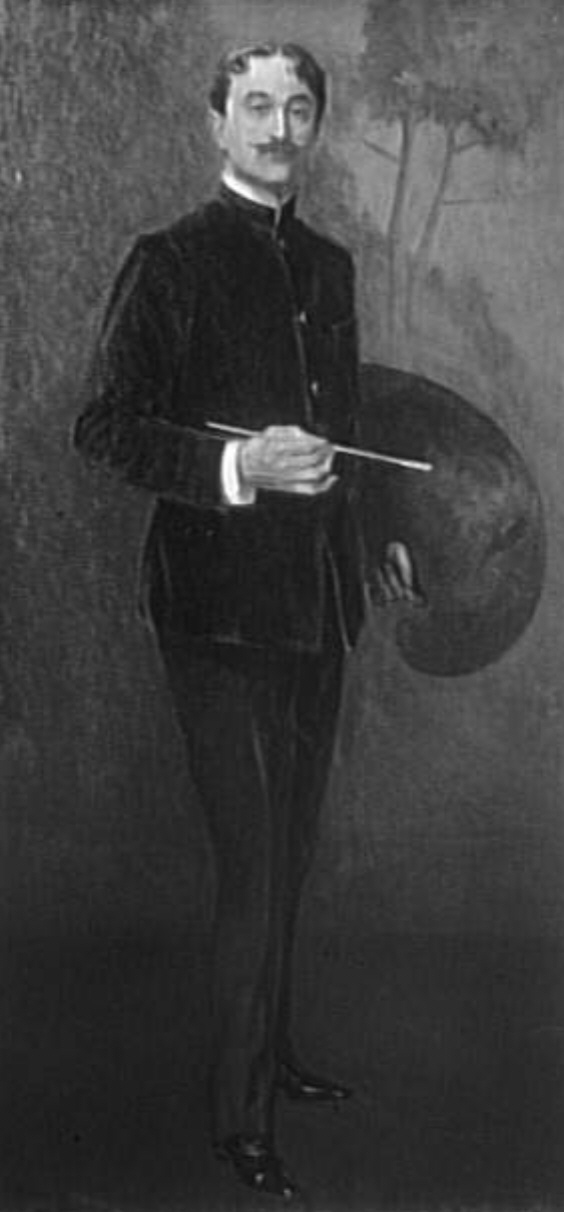
Antonio de la Gandara

Antonio de la Gandara (* 16. Dezember 1861 in Paris; † 30. Juni 1917 ebenda) war ein französischer Maler und Zeichner. Mit seinen Porträts und seinen Bildern von Paris' Brücken, Parks und Straßen gilt er als einer der größten Maler der Belle Époque. Schon früh wurde Gandara einer der Lieblingsmaler der Pariser Elite, was die Abbildung seiner Gemälde auf dem Cover des modischen Le Figaro-Magazins zeigt.

## Leben
Gandara wurde als Sohn einer Engländerin und eines Mexikaners geboren. Bereits 1878 begann er sein Studium an der École nationale supérieure des beaux-arts de Paris. Dort lernte er bis 1881 bei Jean-Léon Gérôme und Cabanel.
Schon ein Jahr nach seinem Studium, stellte Gandara sein Porträt von Melle Dufresne im Salon der Société des Artistes Français aus. Bei der Weltausstellung in Paris 1889 gewann er eine Bronze-Medaille. Seine erste eigene Ausstellung hatte er 1898 in New York in der Galerie von Paul Durand-Ruel. In den 1890er-Jahren folgten weitere Ausstellungen in den Salons der Société nationale des beaux-arts und im Salon de la Société Nationale. Bei der Weltausstellung 1900 bekam er für sein Gemälde von Sarah Bernhardt die Silbermedaille. Er kam nun auch in die Ehrenlegion und wurde Mitglied der Jury von Champ de Mars.

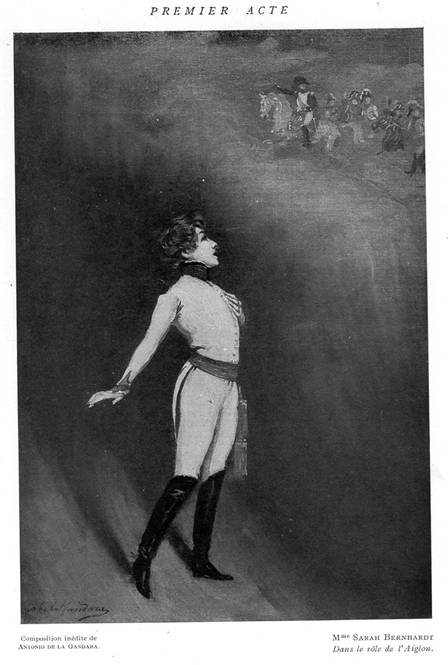
Sarah Bernhardt in L'Aiglon von Edmond Restand

Während des Ersten Weltkrieges ging Gandara nach Mallorca. Obwohl Gandara heute als Schlüsselfigur für seine Zeit betrachtet wird, sank sein Bekanntheitsgrad nach seinem Tod 1917 rapide ab. Er liegt begraben auf dem Friedhof Père-Lachaise in Paris.
Zu Lebzeiten befand sich Gandaras Studio in der rue Monsieur-le-Prince. Er hatte drei Töchter und war zweimal verheiratet, zuerst mit Anne Catherine Wilms und dann mit Charlotte Saint-André. Nachdem er 1898 Madame Gautreau (1859–1915) porträtiert hatte, gab es jedoch Gerüchte über eine Affäre mit ihr.

## Stil
Gandara arbeitete meistens mit Öl- und Pastellfarben, doch auch mit Kohle und Bleistift. Seine Modelle malte er oft vor neutralem Hintergrund. Die Porträts zeigen sein Interesse für Mode und Dekoration, z. B. Woman in Pink. 
Gandara war ein großer Fan von James Abbott McNeill Whistler und wurde beeinflusst von Velasquez, Gainsborough und Chardin. Heute wird er oft in eine Linie mit Boldini, Helleu, Tissot und Jacques-Émile Blanche gestellt.
Neben Porträts illustrierte Gandara auch eine kleine Anzahl von Buchveröffentlichungen, darunter Les Danaïdes von Camille Mauclair und Les Chauves-Souris von Robert de Montesquiou.

## Werke
| - Portrait de Melle Dufresne (wurde 1882 ausgestellt) - Saint Sébastien percé de flêches (wurde 1883 im Salon des Champs-Elysées ausgestellt) - Luxembourg Garden (wurde 1892 ausgestellt), Abb. - Mme Sarah Bernhardt (1892) - Impressions de gris perle: Comte Robert de Montesquiou-Fezensac (ca. 1892), Abb. - Portrait Melle L (ca. 1892 oder 1893) - Little Girl in a Yellow Dress (1893) (stellt seine Tochter Raymonde dar) Abb. - Droit de Femme (1895) - Madame G. B. [Guillaume Beer] (1896) - Mrs. Burke-Roche (wurde 1897 ausgestellt) - Mme Pierre Gautreau (1898) - Portrait Comtesse Mathieu de Noailles (Anna Princess de Bassara-Brancovan) (1899) - Madame G. (wurde 1905 ausgestellt), Privatsammlung, Abb. - Portrait de Romaine Brooks (1905) - Charlotte Saint-André (1909), Privatsammlung, Abb. - Sarah Bernhardt in L'Aiglon (1910) - La déclamation de Don Quichotte à Sancho Pancha (1912) | - Anselme Mortreuil (1912) - Don Quixote (ca. 1912) - Ida Rubinstein (1913) - Caricatures d'artistes du "Chat Noir" - Portrait of a Family with their Collie, Abb. - Woman in Pink - Anne Catherine Wilms, Privatsammlung, Abb. - Madeleine Morlet - Portrait de Mme Leonor Uriburu Y Anchora et de son fils Emilio. Privatsammlung, Abb. - Countess Greffulhe - The Grand Duchess of Mecklenburg - The Princess of Chimay - The Prince de Polignac - The Prince de Sagan - Charles Leconte de Lisle - Paul Verlaine - Jean Moréas - Winnaretta Singer, Abb. |